# マンニッヒ反応
マンニッヒ反応（マンニッヒはんのう、英: Mannich reaction）は、有機化学における化学反応の一種であり、α水素を持たないカルボニル化合物とα水素を持つカルボニル化合物、そして第一級もしくは第二級アミンが反応してβ-アミノカルボニル化合物を与える反応である。生成するβ-アミノカルボニル化合物をマンニッヒ塩基と呼ぶ。反応名はカール・マンニッヒにちなんで名付けられた。
より一般化すると、マンニッヒ反応は活性なα水素を持つ化合物（カルボニル化合物、カルボン酸誘導体、末端アルキン、ニトロ化合物、ニトリル化合物等）のイミニウムイオンへの求核付加反応である。
α水素を持たないカルボニル化合物としてホルムアルデヒドが主に用いられる。反応は酸性もしくは塩基性条件下で進行するが、酸性条件下で行われることが多い。

## 反応機構
マンニッヒ反応は以下に示す2段階で進行する。
1. アミンのカルボニル化合物への求核付加反応によるイミニウムイオンの生成
2. カルボニル化合物から生成したエノールのイミニウムイオンへの求核付加反応

## 不斉マンニッヒ反応
マンニッヒ反応により2つの不斉炭素が新たに現れることから4種類の立体異性体が生成物として考えられる。しかし触媒としてL-プロリンを加えると高選択的に不斉炭素の制御を行うことができる (R1=Me, R2=COOEt, 99% ee)。L-プロリンの場合、シン型の不斉マンニッヒ反応が起こる。
ピロリジン誘導体を触媒として加えた場合は逆にアンチ型のマンニッヒ反応が起こる。反応はL-プロリンを加えた場合と同様に高選択的に進む (R1=Me, R2=COOEt, >99% ee)。